# Beatriz Villacañas

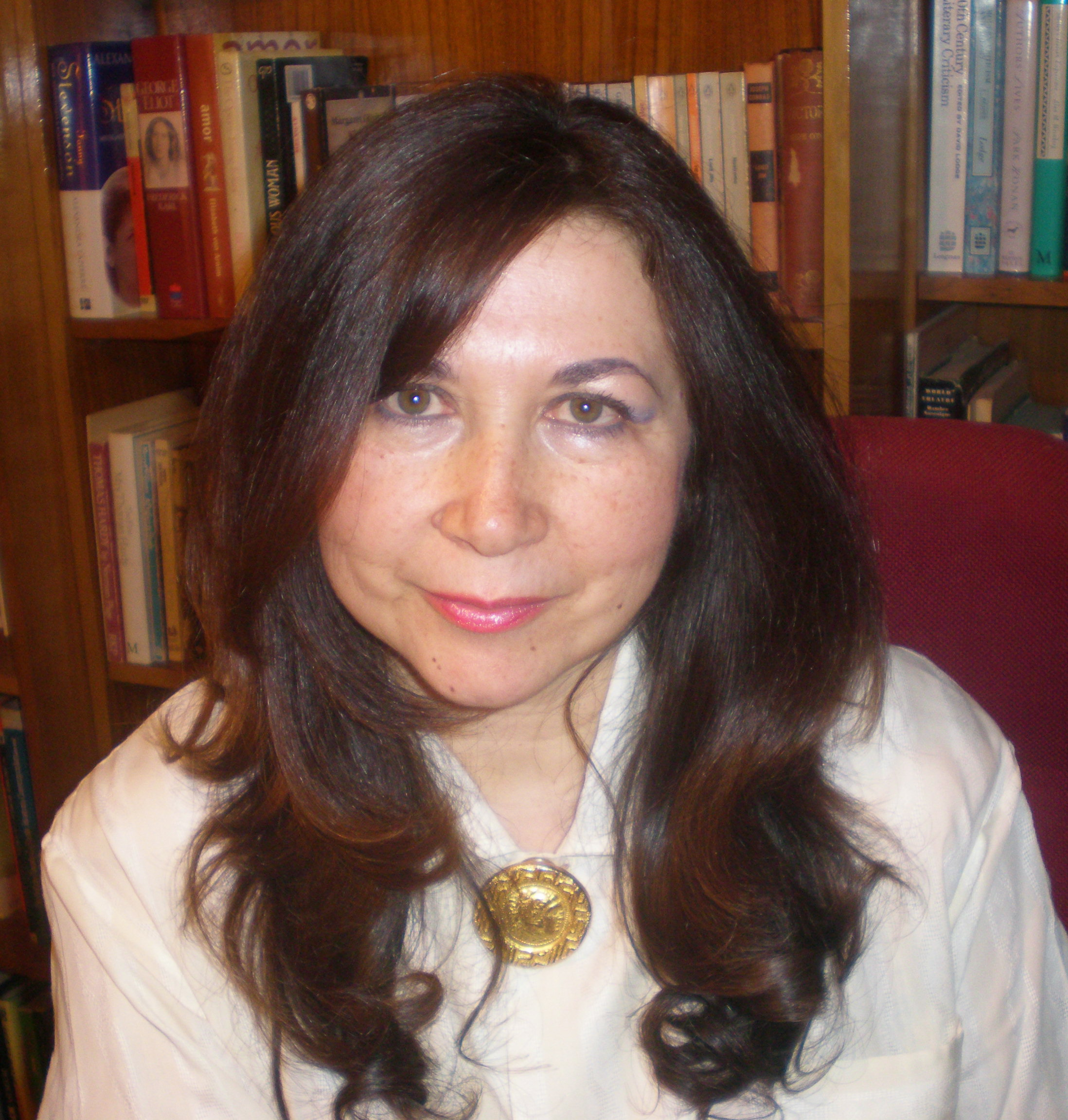
Beatriz Villacañas

Beatriz Villacañas (Toledo, 1964) è una scrittrice, poetessa e anglista spagnola.

## Biografia
Beatriz Villacañas, figlia del poeta Juan Antonio Villacañas, nacque a Toledo, dove trascorse la sua infancia. È poeta, saggista, narratrice e critica letteraria. Laureata in Filologia Inglese all'Università Complutense di Madrid, vi insegna letteratura inglese e irlandese. Membro Corrispondente dell'Accademia Reale di Belle Arti e delle Scienze Storiche di Toledo, ha vissuto in Gran Bretagna, dove ha insegnato spagnolo. Per questioni familiari e professionali, l'Irlanda è il suo secondo paese da decenni. Risultato di questo legame sono i numerosi articoli e il libro Irish Literature (Letteratura irlandese), il primo studio completo della letteratura irlandese scritto in spagnolo, così come la sua collaborazione con poeti irlandesi e studiosi di varie attività culturale, come An Tobar: Incontri tra poeti irlandesi e spagnoli, Le relazioni irlandese - spagnola nel corso dei secoli (Salamanca, Siviglia, Madrid). Insieme con il poeta irlandese e traduttore Michael Smith ha tradotto in inglese poesie scelte di Juan Antonio Villacañas: Juan Antonio Villacañas: Selected Poems.
L'opera di Beatriz Villacañas si compone di poesie, saggi, storie, numerosi articoli e recensioni di libri. L'opera poetica è caratterizzata dalla riflessione lirica su vari argomenti, mettendo in evidenza le questioni di carattere filosofico e trascendente: “El muerto permanece/ está atado a nosotros/ con la interrogación más infinita" ("Il morto rimane/ è legato a noi / con l'interrogatorio senza fine."), “El tiempo nos esculpe y nos destruye/ la eternidad aguarda y nos rescata” ("Il tempo ci scolpisce e ci distrugge/ l'eternità ci aspetta e ci salva”). I critici hanno elogiato la personalità, la profondità lirica e la maestria formale della sua poesia. La sua poesia è intensa, filosofica, spirituale e ha ancora una potente musicalità.

## Opere

### Opere poetiche
- Jazz, Esquío, La Coruña, 1991.
- Allegra Byron, Editorial Zocodover, Toledo, 1993.
- El Silencio está lleno de nombres, (Il silenzio è pieno di nomi), Premio Ciudad de Toledo, Excmo. Ayuntamiento de Toledo, 1995.
- Dublín, Premio Primera Bienal Internacional Eugenio de Nora, Colección Provincia, León, 2001.
- El Ángel y la Física,(L'angelo e la Fisica), Huerga y Fierro, Madrid, 2005.
- La Gravedad y la Manzana,(La gravità e la mela), Devenir, Madrid, 2011 (Proposto per il Premio Nazionale di Poesia 2012)
- Testigos del asombro (Testimoni di sbalordimento), Ediciones Vitruvio, 2014

### Saggi
- Los Personajes Femeninos en las Novelas de Thomas Hardy, Universidad Complutense, Madrid, 1991.
- Mirando hacia la isla occidental: primera aproximación a la Literatura Irlandesa, Ediciones Blancas. Prometeo. Madrid, 2002.
- La Poesía de Juan Antonio Villacañas: Argumento de una Biografía, Consejería de Cultura de Castilla-La Mancha, Toledo, 2003.
- Literatura Irlandesa, Editorial Síntesis, Madrid, 2007.
- Juan Antonio Villacañas: Selected Poems, Edición bilingüe español-inglés. Editor: Luis Ingelmo. Shearsman Books, Reino Unido, 2009.

### Antologie
- Cien Poetas de Castilla-La Mancha, ed. A.Villaverde (Guadalajara), 1986
- Poetas de Toledo, Manxa. Grupo Literario Guadiana. Director: Vicente Cano. Ciudad Real, 1991
- Datos para una Bibliografía Crítica de Poetas Toledanos Actuales, Joaquín Benito de Lucas (Universidad Autónoma, Madrid), 1993
- El papel de la literatura en el siglo XX, Fidel López-Criado. Universidad de la Coruña, 2001
- Mar Interior, poetas de Castilla-La Mancha, ed. Miguel Casado. Junta de Comunidades de Castilla-La Mancha, Toledo, 2002.
- Poetisas españolas: Antología general, ed. Luz María Jiménez Faro. Torremozas, Madrid, 1996-2002
- Ilimitada Voz: Poetas Españolas del S. XX, 1940-2002. José María Balcells. Publicaciones de la Universidad de Cádiz, 2003
- Miniantología en honor de Concha Zardoya, Ayuntamiento de Majadahonda, 2004
- Tejedores de Palabras, ed. Juan Ruiz de Torres, Prometeo, Madrid, 2005.
- Poesía Siglo XXI en Español, ed. Juan Ruiz de Torres. Prometeo, Madrid, 2005.
- Escritoras Españolas del Siglo XX, José María Balcells. Arbor-Ciencia, Pensamiento y Cultura. Septiembre-Octubre de 2006.
- La Voz y la Escritura, ed. Basilio Rodríguez Cañada. Sial- Contrapunto, Madrid, 2006.
- Escritoras y Pensadoras Europeas, Mercedes Arriaga Flórez et al. ArCiBel editores, 2007.
- Ciencia y Sugerencia, ed. Marcela Lieblich. Ediciones Sins Entido, Madrid, 2007.
- Al Filo del Gozo. Poesía erótica hispanoamericana escrita por mujeres, ed. Marisa Trejo Sirvent. Universidad de Chiapas, México, 2008.
- Historia poética de Nueva York en la España contemporánea. Julio Neira. Cátedra, Madrid, 2012.
- Geometria y angustia. Poetas españoles en Nueva York, ed. Julio Neira. Vandalia, Madrid, 2012.

## Premi
- Esquío (Accésit), 1990.
- Premio Internacional Ciudad de Toledo, 1995.
- Premio Primera Bienal Internacional Eugenio de Nora, León, 2000.
- Membro Corrispondente dell'Accademia Reale di Belle Arti e delle Scienze Storiche di Toledo.
- Premio di Poesía Carmen de Silva y Beatriz Villacañas: La città di Boadilla del Monte (Madrid) ha dato il nome di Beatriz Villacañas, insieme a il nome de la poetessa Carmen de Silva, a un Premio di Poesía annuale in lingua spagnola.